# شاترووو (بلغارستان)
شاترووو (به بلغاری: Shatrovo) یک منطقهٔ مسکونی در بلغارستان است که در شهرستان بوبف دل واقع شده‌است.